# Sara Runesten-Petersen
Sara Runesten-Petersen (Nærum, Dinamarca, 8 de mayo de 1975) es una deportista neozelandesa de origen danés que compitió en bádminton. Ganó una medalla de bronce en el Campeonato Mundial de Bádminton de 2005, en la prueba de dobles mixto.

## Palmarés internacional
| Campeonato Mundial | Campeonato Mundial       | Campeonato Mundial | Campeonato Mundial |
| Año                | Lugar                    | Medalla            | Prueba             |
| ------------------ | ------------------------ | ------------------ | ------------------ |
| 2005               | Anaheim (Estados Unidos) | Medalla de bronce  | Dobles mixto       |